# 1777
1777 (MDCCLXXVII) var ett normalår som började en onsdag i den gregorianska kalendern och ett normalår som började en söndag i den julianska kalendern.

## Händelser

### Januari

14 juni: USA:s flagga (antalet sjtärnor har skiftat med åren)

New Connecticut.

- 15 januari – Vermont förklarar sig självständigt, under namnet New Connecticut.

### Maj
- 25 maj – Brand utbryter i Kristinehamn.[1]

### Juni
- 7 juni–30 juli – Gustav III besöker sin kusin, kejsarinnan Katarina II av Ryssland, vilket resulterar i en både förtrolig och dubbelbottnad brevväxling.
- 14 juni – Stjärnbaneret antas som USA:s flagga av den amerikanska kontinentalkongressen.

### Juli
- 8 juli – New Connecticut byter namn till Vermont.

### Augusti
- 23 augusti – Brand i Åmål.[1]

### December

Marocko och USA.

- 20 december – Marocko blir det första landet i världen som formellt erkänner USA [2].

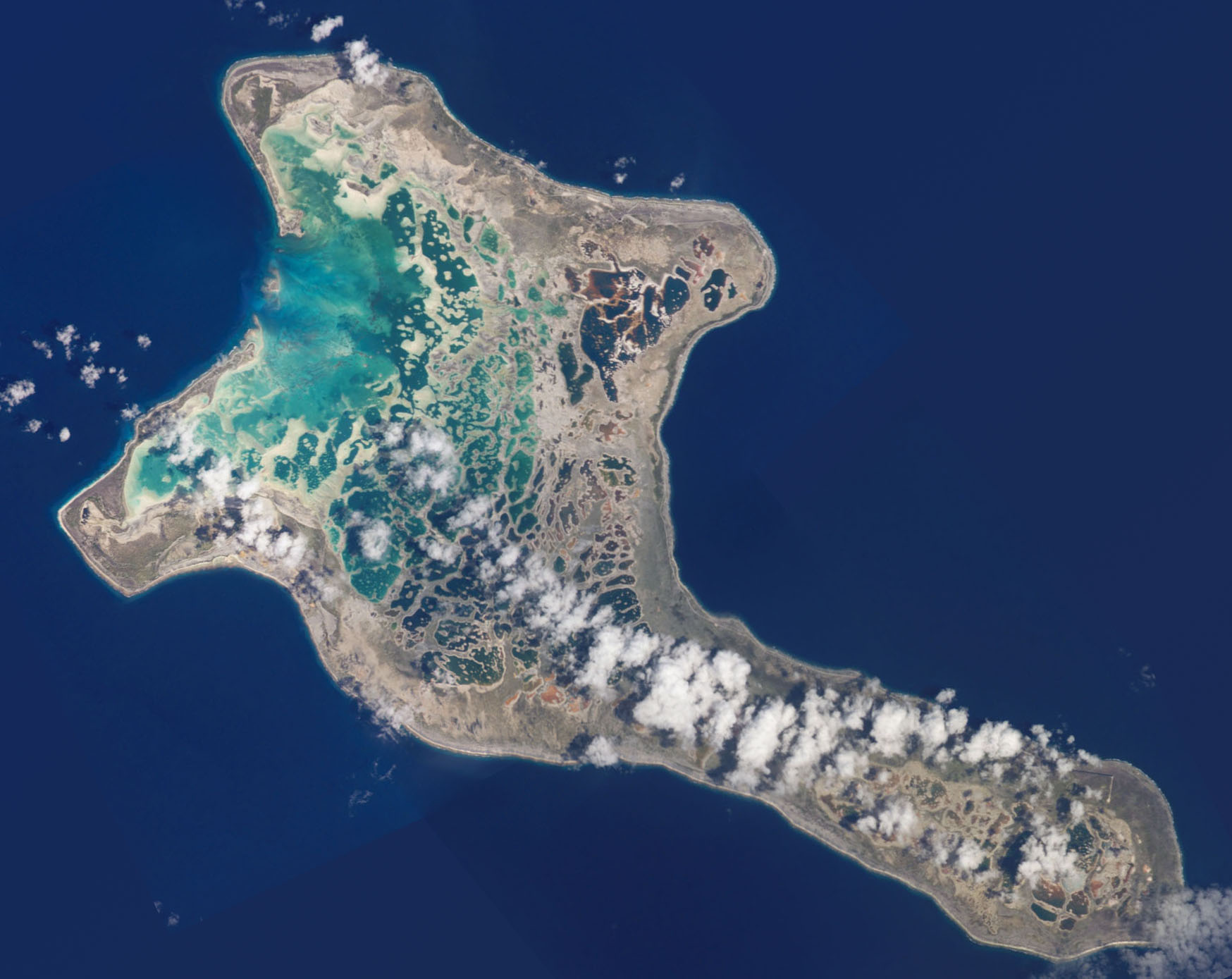
Kiritimati ("Julön").

- 24 december – James Cook upptäcker Kiritimati ("Julön"), som kallas så eftersom den upptäcks i juletider.

### Okänt datum
- Byggandet av Strömsholms kanal påbörjas.
- Byn Latikberg i Västerbotten grundas, då byn får sitt första nybygge.
- Boxholms kvarn uppförs där Gropa kvarn tidigare har legat. Byggnaden står kvar än idag och inhyser idag Boxholms bruksmuseum.
- Det Dramatiske Selskab grundas i Köpenhamn.
- Académie de Saint-Luc stängs i Paris.

## Födda

### Första kvartalet

#### Januari
- 7 januari – Nikolaj Kamenskij, rysk militär. (död 1811)
- 14 januari – William Martin Leake, brittisk arkeolog. (död 1860)

#### Februari
- 5 februari – Erik af Edholm, svensk läkare. (död 1856)
- 7 februari – Severin Løvenskiold, norsk politiker. (död 1856)
- 12 februari – Friedrich de la Motte Fouqué, tysk författare. (död 1843)

#### Mars
- 4 mars – John Mattocks, amerikansk politiker, guvernör i Vermont 1843–1844. (död 1847)
- 5 mars – Outerbridge Horsey, amerikansk politiker, senator 1810–1821. (död 1842)
- 17 mars – Roger B. Taney, amerikansk jurist och politiker. (död 1864)

### Andra kvartalet

#### April
- 4 april – Johan Fredric Adelheim, svensk politiker. (död 1806)
- 12 april – Henry Clay, amerikansk politiker, USA:s utrikesminister 1825–1829. (död 1852)
- 30 april – Carl Friedrich Gauss, tysk matematiker, kallad "matematikernas konung". (död 1855)

#### Maj
- 18 maj – Auguste-Charlotte von Schönberg, tysk grevinna och spion i Napoleons tjänst. (död 1863)

#### Juni
- 24 juni – Sir John Ross, brittisk polarfarare. (död 1856)

### Tredje kvartalet

#### Juli
- 23 juli – Philipp Otto Runge, tysk målare. (död 1810)

#### Augusti
- 12 augusti – George Wolf, amerikansk politiker, guvernör i Pennsylvania 1829–1835. (död 1840)
- 14 augusti – Hans Christian Ørsted, dansk fysiker och kemist. (död 1851)
- 29 augusti – Nikita Bitjurin, rysk munk, geograf och sinolog. (död 1853)
- 31 augusti – Jean Pierre Joseph d'Arcet, fransk kemist. (död 1844)

#### September
- 11 september – Felix Grundy, amerikansk politiker. (död 1840)
- 12 september – Carl Johan af Wirsén, svensk sjömilitär. (död 1825)
- 27 september – Johan Anders Wadman, svensk författare. (död 1837)

### Fjärde kvartalet

#### Oktober
- 15 oktober – Erik Lundin, svensk garvare, grönsakshandlare och gårdsägare. (död 1839)
- 18 oktober – Heinrich von Kleist, tysk poet, dramaturg och novellist. (död 1811)
- 27 oktober – Lauritz Nicolai Hvidt, dansk affärsman och politiker. (död 1856)

#### November
- 5 november
  - Filippo Taglioni, italiensk balettdansör och koreograf. (död 1871)
  - Nathan Sanford, amerikansk politiker. (död 1838)
- 8 november – Désirée Clary, drottning av Sverige 1818–1844, gift med Karl XIV Johan. (död 1860)
- 30 november – Nathaniel Pitcher, amerikansk politiker, New Yorks guvernör 1828. (död 1836)

#### December
- 4 december – Julie Récamier, fransk salongsvärd. (död 1849)
- 16 december – Barbe-Nicole Clicquot-Ponsardin fransk champagnetillverkare. (död 1866)
- 23 december – Alexander I av Ryssland, rysk tsar. (död 1825)

## Avlidna

### Första kvartalet

#### Januari
- 10 januari – Spranger Barry, 57, irländsk skådespelare.
- 26 januari – Gustaf Henrik Mannerheim, 81, svensk militär.
- 30 januari – Justus Friedrich Wilhelm Zachariae, 50, tysk författare.

#### Februari
- 7 februari
  - Domenico Gregorini, 84, italiensk arkitekt.
  - Gotthilf Traugott Zachariae, 47, tysk teolog.
- 11 februari – Gilbert Elliot, 3:e baronet av Minto, 54, skotsk poet och politiker.
- 24 februari – Josef I, 62, kung av Portugal sedan 1750.
- 28 februari – Jacob Faggot, 77, svensk lantmätare.

#### Mars
- 1 mars
  - Józef Aleksander Jabłonowski, 66, polsk furste.
  - Georg Christoph Wagenseil, 62, österrikisk kompositör.
- 7 mars – Sebastian Sailer, 63, tysk predikant och författare.
- 8 mars – Claes Vilhelm Grönhagen, 44, svensk friherre och politiker.

### Andra kvartalet

#### April
- 1 april – John Morton, amerikansk politiker.
- 6 april – Jacob Johan Anckarström den äldre, 47, svensk jordbrukare, kemist och militär.

#### Maj
- 7 maj – Charles de Brosses, 68, fransk historiker, författare och lingvist.
- 23 maj – Jonas Wåhlin, 78, svensk teolog.

#### Juni
- 6 juni – David Cranz, 54, tysk missionär.
- 16 juni – Jean-Baptiste Gresset, 67, fransk författare.
- 22 juni – Johan Reinhold Taube, 70, svensk militär.
- 27 juni – William Dodd, 48, engelsk präst och författare, avrättad.

### Tredje kvartalet

#### Juli
- 12 juli – Johan Arckenholtz, 82, svensk ämbetsman och historiker.
- 13 juli – Guillaume Coustou den yngre, 61, fransk skulptör.
- 14 juli – Fredric Ulric Sparre, 58, svensk militär.

#### Augusti
- 8 augusti – Laurens Theodor Gronovius, 47, nederländsk zoolog.
- 23 augusti
  - Celia Grillo Borromeo, italiensk matematiker.
  - Charles-Joseph Natoire, 77, fransk målare.

#### September
- 1 september – Johann Ernst Bach, 55, tysk kompositör.
- 10 september – Vilhelm av Schaumburg-Lippe, 53, tysk greve och militär.
- 18 september – Amalia av Nassau-Dietz, 66, kronprinsessa av Baden-Durlach.
- 22 september – John Bartram, 78, amerikansk botaniker.

### Fjärde kvartalet

#### Oktober
- 1 oktober – Pierre Contant d'Ivry, 79, fransk arkitekt.
- 6 oktober – Marie Thérèse Geoffrin, 78, fransk salongsvärd och mecenat.
- 12 oktober – Aleksandr Sumarokov, 59, rysk författare.
- 22 oktober – Stefan Löfving, 87, finländsk militär.

#### November
- 6 november – Bernard de Jussieu, 78, fransk botaniker.

#### December
- 16 december – Albrecht von Haller, 69, schweizisk botaniker, läkare och författare.
- 22 december – Carl Reinhold Berch, 71, svensk numismatiker och ämbetsman.
- 25 december – Francesco Maria Zanotti, 85, italiensk filosof och författare.
- 30 december – Maximilian III Joseph, 50, kurfurste av Bayern sedan 1745.

### Fotnoter
1. 1 2  ”Värmlands brandhistoriska klubb”. Arkiverad från originalet den 12 oktober 2011. https://www.webcitation.org/62NB7kO36?url=http://www.brandhistoriska.org/olyckor_se.html. Läst 16 mars 2011.
2. ↑  Bookin-Weiner, Jerome B. "The Origins of Moroccan American Relations" in THE ATLANTIC CONNECTION: 200 Years of Moroccan-American Relations 1786-1986, Bookin-Weiner, Jerome B. and El Mansour, Mohammed eds. Edino Press, 1990. sida 20